# Wincenty Józef Le Rousseau de Rosencoat
Wincenty Józef Le Rousseau de Rosencoat SJ, (fra.) Vincent-Joseph le Rousseau de Rosencoat (ur. 3 lipca 1726 w Châteauneuf-du-Faou, zm. 2 września 1792 w Paryżu) – błogosławiony Kościoła katolickiego, męczennik, ofiara antykatolickich prześladowań okresu rewolucji francuskiej.
Pobierał nauki w kolegium jezuitów w Quimper, a 11 października 1743 roku wstąpił do Towarzystwa Jezusowego w Paryżu i tam w seminarium Louis le Grand studiował filozofię i teologię. Po święceniach kapłańskich, w latach 1754-1762 wykładał filozofię w Nevers, a po kasacie zakonu w 1762 roku, prowadził działalność duszpasterską w rodzinnym Châteauneuf. Od 1775 roku był kapelanem w Carhaix, z kolei od 1780 roku w diecezji paryskiej pełnił obowiązki spowiednika klasztoru sióstr Zakonu Nawiedzenia Najświętszej Maryi Panny przy Rue du Bac.
W okresie gdy w rewolucyjnej Francji nasiliło się prześladowanie katolików, w 1791 roku odmówił złożenia przysięgi na cywilną konstytucję kleru. Aresztowany pod koniec sierpnia 1792 w miejscu zamieszkania zamiast innego poszukiwanego duchownego i przewieziony do klasztoru karmelitów przy Rue de Rennes, zamordowany nożem, był jedną z około 114 ofiar, jako jeden z 14 jezuitów którzy tam zginęli 2 września.
Był jedną z ofiar tak zwanych masakr wrześniowych, w których zginęło 300 duchownych i jednym z 23 zamordowanych jezuitów, ofiar nienawiści do wiary (łac.) odium fidei.
Dzienna rocznica śmierci jest dniem kiedy wspominany jest w Kościele katolickim, a jezuici wspominają go także 19 stycznia.
Wincenty Józef Le Rousseau de Rosencoat znalazł się w grupie 191 męczenników z Paryża beatyfikowanych przez papieża Piusa XI 17 października 1926.